# Гіллтоп-Лейкс (Техас)
Гіллтоп-Лейкс (англ. Hilltop Lakes) — переписна місцевість (CDP) в США, в окрузі Леон штату Техас. Населення — 1385 осіб (2020).

## Географія
Гіллтоп-Лейкс розташований за координатами 31°3′49″ пн. ш. 96°11′26″ зх. д. / 31.06361° пн. ш. 96.19056° зх. д. (31.063558, -96.190463).  За даними Бюро перепису населення США в 2010 році переписна місцевість мала площу 22,64 км², з яких 22,10 км² — суходіл та 0,54 км² — водойми.

## Демографія
Згідно з переписом 2010 року, у переписній місцевості мешкала 1101 особа в 529 домогосподарствах у складі 389 родин. Густота населення становила 49 осіб/км².  Було 640 помешкань (28/км²).
Расовий склад населення:
| - 97,1 % — білих - 0,7 % — чорних або афроамериканців - 0,5 % — азіатів - 0,3 % — корінних американців |

До двох чи більше рас належало 1,3 %. Частка іспаномовних становила 1,3 % від усіх жителів.
За віковим діапазоном населення розподілялося таким чином: 12,9 % — особи молодші 18 років, 44,0 % — особи у віці 18—64 років, 43,1 % — особи у віці 65 років та старші. Медіана віку мешканця становила 62,1 року. На 100 осіб жіночої статі у переписній місцевості припадало 97,3 чоловіків;  на 100 жінок у віці від 18 років та старших — 94,5 чоловіків також старших 18 років.
Середній дохід на одне домашнє господарство  становив 98 581 долар США (медіана — 70 074), а середній дохід на одну сім'ю — 129 262 долари (медіана — 118 472). 
Цивільне працевлаштоване населення становило 464 особи. Основні галузі зайнятості: будівництво — 20,0 %, виробництво — 19,2 %, освіта, охорона здоров'я та соціальна допомога — 14,9 %, транспорт — 11,9 %.